# Alfred Henrici
Alfred Henrici (ur. 3 maja 1881, zm. 8 grudnia 1947 w Anglii) – polski ziemianin, polski i carski wojskowy, samorządowiec II Rzeczypospolitej, w dwudziestoleciu międzywojennym burmistrz Nieświeża.

## Życiorys
Pochodził ze znanej na Nowogródczyźnie rodziny ziemiańskiej. Był synem dowódcy pułku rosyjskiego. Początkowo służył w gwardii cesarskiej (odszedł ze stopniem podpułkownika), a później również Wojsku Polskim (w latach 20. podpułkownik rezerwy). W dwudziestoleciu międzywojennym pełnił obowiązki burmistrza Nieświeża. Po wkroczeniu wojsk sowieckich na Nowogródczyznę w 1939 został aresztowany (wraz z wiceburmistrzem Rozowskim) i uwięziony w areszcie przy sądzie. Po krótkim pobycie w Słucku na początku 1940 wywieziony w głąb ZSRR.
Został pochowany w miejscowości St. Neot's koło Cambridge.